# Svartsjön (Hallsbergs socken, Närke)
Svartsjön är en sjö i Hallsbergs kommun i Närke och ingår i Nyköpingsåns huvudavrinningsområde.